# Paco Alcácer
Artikeln följer den spanska namnseden; faderns efternamn är Alcácer och moderns efternamn García.
Francisco 'Paco' Alcácer García, född 30 augusti 1993 i Torrent, är en spansk fotbollsspelare (anfallare) som spelar för Villarreal och Spaniens landslag.

## Klubbkarriär
Den 30 januari 2020 värvades Alcácer av Villarreal, där han skrev på ett 5,5-årskontrakt.

## Landslagskarriär
Alcácer debuterade för Spaniens landslag den 4 september 2014 i en 1–0-förlust mot Frankrike.

## Meriter

### FC Barcelona
- La Liga: 2017/2018
- Spanska cupen: 2016/2017, 2017/2018
- Spanska supercupen: 2018